# Wehrkreis VIII

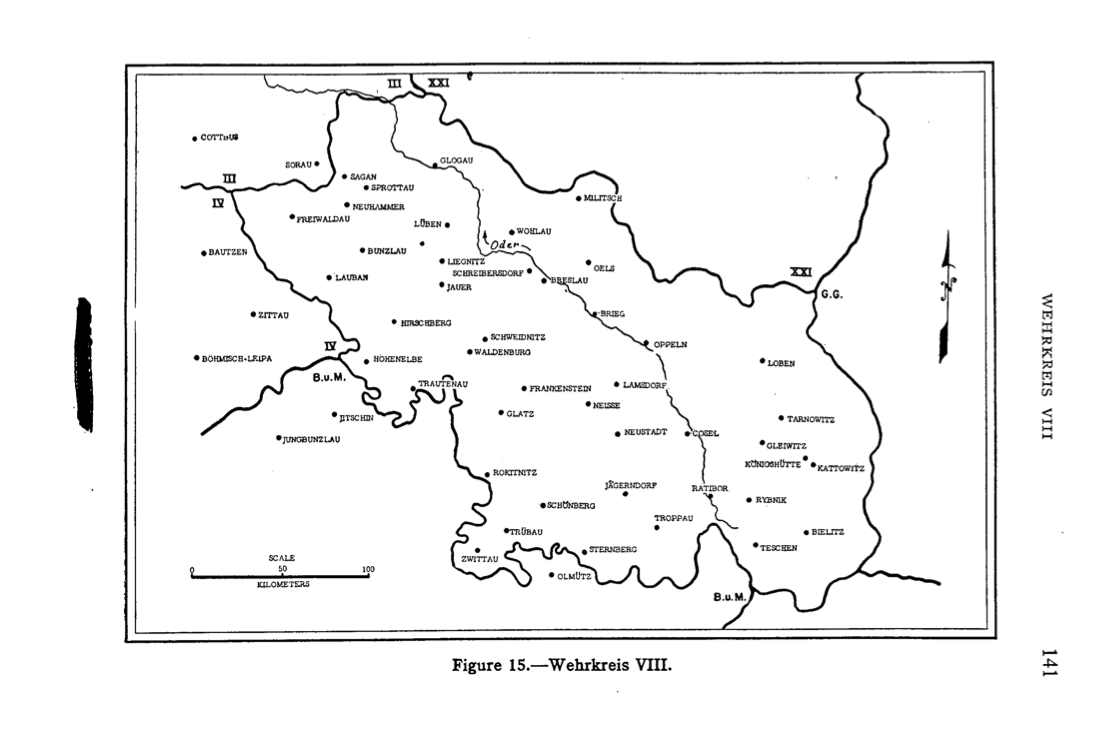
Carte de la 8e région militaire en 1944.

Le Wehrkreis VIII (WK VIII) était la 8e région militaire allemande. Elle est officiellement créée en 1935. Le Wehrkreis VIII contrôle la Silésie, puis aussi les Sudètes après leur intégration au Reich. 

## Historique et divisions administratives
Le siège de la 8e région militaire est à Breslau. La région est créée secrètement en octobre 1934 par la division du Wehrkreis III de la Reichswehr. La région militaire porte jusqu'en 1935 le nom de camouflage de Heeresdienstelle Breslau.

## Gouverneurs (Befehlshaber)
Les gouverneurs de la 8e région militaire.
1. General der Kavallerie Ewald von Kleist octobre 1934 - 4 février 1938
2. General der Infanterie Ernst Busch 4 février 1938 - 26 août 1939
3. General der Infanterie Hans Halm 26 août 1939 - 31 avril 1942[pas clair]
4. General der Kavallerie Rudolf Koch-Erpach 1er mai 1942 - mi-février 1945

## Unités sous administrations du WK VIII
- 370 Infanterie Divisions